# Schönenberg (Selva Negra)
Schönenberg es un municipio de unos 350 habitantes en el distrito de Lörrach en Baden-Wurtemberg, Alemania. Está ubicado al borde del valle del Wiese, aproximadamente 40 km al sur de Friburgo. Barrios de Schönenberg son Entenschwand y Wildböllen. El territorio municipal se extiende de una altura de 600 m hasta la cumbre del monte Belchen. Schönenberg es miembro de una asociación administrativa (mancomunidad) con sede en Schönau en la Selva Negra.

## Enlaces
- Wikimedia Commons alberga una categoría multimedia sobre Schönenberg (Selva Negra).
- Página de Schönenberg en el sitio web de la asociación administrativa